# Consejo Jurídico Consultivo de la Comunidad Valenciana
El Consejo Jurídico Consultivo de la Comunidad Valenciana (oficialmente y en valenciano Consell Jurídic Consultiu de la Comunitat Valenciana), abreviado como CJC, es una institución de la Generalidad que se encuentra recogida en el artículo 43 del Estatuto de autonomía de la Comunidad Valenciana.
El Consejo Jurídico Consultivo de la Comunidad Valenciana es el supremo órgano consultivo de las administraciones públicas de la Comunidad Valenciana. Se encuentra regulado por la Ley 10/1994, de 19 de diciembre, de la Generalidad, de creación del Consell Jurídic Consultiu de la Comunidad Valenciana, que ha sido modificada varias veces, y por su Reglamento, aprobado por el Decreto 138/1996, de 16 de julio del Gobierno Valenciano.
La institución empezó a ejercer su actividad consultiva en junio de 1996, una vez que fueron designados sus miembros y recibió las primeras consultas.
El organismo consultivo de la Generalidad estaba ubicado desde mayo de 1997 en un edificio modernista alquilado de tres plantas de principios del siglo XX en el número 9 de la calle de Pascual y Genís de Valencia, sin embargo, desde junio de 2013 tiene la sede en el palacio de Santa Bárbara, edificio propiedad de la Generalitat.

## Competencias
El CJC recibe dos tipos de consultas:
- Consultas preceptivas, esto es, las que necesariamente ha de solicitar una Administración por mandato legal en la tramitación de un expediente;
- Consultas facultativas, que son las elevadas por una Administración porque quiere conocer el parecer del CJC sobre una cuestión concreta, sin que la Ley imponga esta consulta.

### Consultas preceptivas
Se solicitan en el marco de los siguientes procedimientos:
1. Anteproyecto de reforma del Estatuto de Autonomía.
2. Anteproyectos de leyes, excepto el anteproyecto de Ley de Presupuestos de La Generalidad.
3. Proyectos de Decretos legislativos.
4. Proyectos de reglamentos o disposiciones de carácter general que se dicten en ejecución de leyes y sus modificaciones.
5. Recursos de inconstitucionalidad y conflictos de competencia ante el Tribunal Constitucional.
6. Convenios o acuerdos de cooperación con otras comunidades autónomas.
7. Los conflictos de atribuciones entre los distintos departamentos del Consell.
8. Los expedientes que versen sobre las siguientes materias:
a) Reclamaciones de cuantía superior a 15.000 euros que, en concepto de indemnización por daños y perjuicios, se formulen a La Generalidad, a las Corporaciones Locales, a las Universidades públicas y a las demás entidades de derecho público.
b) Revisión de oficio de los actos administrativos.
c) Nulidad, interpretación y resolución de los contratos administrativos cuando se formule oposición por parte del contratista y, en todo caso, en los supuestos previstos en la legislación de contratos del Estado.
d) Interpretación, resolución y nulidad de concesiones administrativas cuando se formule oposición por parte del concesionario y, en todo caso, en los supuestos en que así lo dispongan las normas aplicables.
e) Modificación de los planes de urbanismo, las normas complementarias y subsidiarias y los programas de actuación que tengan por objeto una diferente zonificación o uso urbanístico de las zonas verdes o de los espacios libres previstos.
f) Régimen local, cuando la consulta sea preceptiva según la ley, salvo en el supuesto previsto en el artículo 13.1 de la Ley de Bases de Régimen Local, cuyo dictamen podrá ser emitido por el Consejo de Estado cuando así lo acuerde el órgano competente.
g) Recursos extraordinarios de revisión.
9. Los asuntos relativos a la organización, competencia y funcionamiento del Consejo Jurídico Consultivo.
10. Cualquier otra materia, competencia de la Generalidad o de las administraciones locales radicadas en la Comunidad Valenciana, respecto a la que las leyes establecen la obligación de pedir el dictamen.

## Composición
- Consejeros electivos: El Consejo Jurídico Consultivo (CJC) está formado por seis Consejeros electivos. De ellos, tres son designados por mayoría de 3/5 de las Cortes Valencianas; los otros tres, son designados por Decreto del Consejo (Consell) de la Generalidad, de entre estos últimos, el Presidente de la Generalidad nombra al Presidente de la institución. Los Consejeros electivos son nombrados por un mandato de cinco años, prorrogable hasta dos mandatos más consecutivamente. Durante su mandato, gozan de inamovilidad y están sometidos al mismo régimen de incompatibilidades establecido con carácter general para los altos cargos de la Administración, exceptuando las actividades docentes e investigadoras. Los Consejeros electivos son designados entre profesionales y científicos que se hayan distinguido en el campo del Derecho con más de diez años de ejercicio profesional, o entre juristas de reconocido prestigio y con experiencia en asuntos de Estado o autonómicos. Además, deberán tener la condición política de valencianos.

- Consejeros natos: Junto con los Consejeros electivos, está prevista la existencia de Consejeros natos. La condición de Consejero nato la ostentarán los Expresidentes de la Generalidad que, en los términos previstos en la Ley que regula su estatuto, se incorporen al CJC.

- Secretario General: El Secretario General es nombrado por el Consejo, a propuesta del Presidente del CJC.

### Composición actual
En la actualidad el Consejo Jurídico Consultivo de la Comunidad Valenciana está formado por:
- Margarita Soler Sánchez, Presidenta
- Enrique Fliquete Lliso, Consejero-Vicepresidente
- Javier De Lucas Martín, Consejero electivo
- Fernanda María Lapresta Gascón, Consejera electiva
- María del Carmen Pérez Cascales, Consejera electiva
- Juan Carlos Carbonell Mateu, Consejero electivo
- Juan Tamarit y Palacios, Secretario General

### Listado de Presidentes
- Emilio Attard Alonso (D.E.P) (1996-1997)
- Carlos Climent González (D.E.P) (1998-2003)
- Vicente Garrido Mayol (2003-2016)

## Dictámenes
Como norma general, los dictámenes del Consell Jurídic Consultiu de la Comunitat Valenciana no son vinculantes para la autoridad consultante, quien puede seguir el criterio marcado por el Consejo (y deberá indicarlo en la correspondiente resolución indicando que se dicta "conforme el Consell Jurídic Consultiu") o separarse del parecer del órgano consultivo (en este caso, la resolución se dicta "oído el Consell Jurídic Consultiu").
Sin embargo, en los expedientes sobre revisión de oficio de acto nulo y las modificaciones de planeamiento urbanístico que afecten a zonas verdes y espacios libres, el dictamen del CJC tiene carácter obstativo, es decir, solo podrá adoptarse la resolución de modificación de planeamiento o de la revisión de oficio si el CJC indica que es conforme al Ordenamiento Jurídico.
De hecho, el CJC emite sus dictámenes con referencia únicamente al análisis de constitucionalidad, estatutoriedad y legalidad, esto es, de conformidad del expediente con el Ordenamiento Jurídico. Sólo si la autoridad consultante lo solicita expresamente, el Consejo valorará cuestiones de oportunidad y conveniencia.